# Гуляев, Владимир Михайлович
Владимир Михайлович Гуляев (2 июня 1905 — 12 ноября 1992) — советский государственный и партийный деятель, директор кондитерской фабрики «Красный Октябрь», заместитель министра торговли СССР.

## Биография
Гуляев Владимир Михайлович родился в 1905 году в Москве в семье служащего. В 1924 году окончил Промышленный экономический техникум имени Плеханова и был направлен стажером на кондитерскую фабрику «Красный Октябрь». На фабрике работал начальником конфетного, а затем шоколадного цехов. В 1938 году назначен директором фабрики. В этой должности проработал всю войну, перестроив работу для нужд фронта (в это время на фабрике выпускали шоколад «Гвардейский» и «Кола» с повышенным содержанием теобромина и кофеина, производили концентраты каш и сигнальные шашки). За работу в военное время Гуляев был награжден в 1942 году орденом Ленина, а в 1945 году орденом Красной Звезды.
В 1942 году избирается председателем исполкома Ленинского районного Совета депутатов трудящихся, а в 1948 году — первым секретарем Ленинского РК КПСС. В 1953 году назначается заместителем министра промышленности продовольственных товаров РСФСР. После упразднения министерства в 1957 году направлен на работу в Управление промышленности продовольственных товаров Мосгорсовнархоза, а затем назначен начальником Главного управления торговли Мосгорисполкома.
Ушёл на пенсию в 1965 году, умер в 1992 году, похоронен на Даниловском кладбище.
Кроме вышеупомянутых орденов, награжден медалью «За оборону Москвы», медалью «За доблестный труд в Великой Отечественной войне 1941—1945 гг.»
В 1938 году фабрику посетила Полина Семеновна Жемчужина, тогдашний заместитель наркома пищевой промышленности СССР. Она приехала рано утром, и директора на фабрике не было. Встретил и показал ей фабрику молодой начальник шоколадного цеха Владимир Михайлович Гуляев. Когда в наркомате в 1938 году решался вопрос о том, кто станет новым директором фабрики, Жемчужина порекомендовала Гуляева. С тех пор она опекала молодого директора и его семью, а когда вернулась в 1953 году из заключения, попросила Гуляева поставить ее на партийный учет на фабрику «Красный Октябрь».
В страшные дни октября 1941 года директор Гуляев не покинул фабрику в отличие от многих других руководителей московских предприятий. Владимир Михайлович вспоминал, как сидел 16 октября в своем кабинете на фабрике вместе с несколькими взрывниками и офицером из НКВД. Офицер все время звонил куда-то по телефону и спрашивал «Как погода?» «Пасмурно», — отвечали ему. Директор вместе с рабочими должны были взорвать фабрику в случае отступления наших войск от Москвы и, если уцелеют, уйти к партизанам.
Известный всем логотип фабрики «Красный Октябрь» написан рукой Владимира Михайловича и лишь слегка подправлен художником.